# Laia Codina
Laia Codina Panedas (Campllonch, Gerona, España; 22 de enero de 2000) es una futbolista española que juega como defensa central en el  Arsenal F.C. de la Women's Super League de Inglaterra. Es internacional con la selección de España.

## Biografía
Empezó a jugar a fútbol con tan solo cuatro años. De pequeña fue jugadora de las categorías inferiores de la Unió Deportiva Cassà, equipo del municipio gerundense de Cassá de la Selva. Hasta los 14 años jugó en equipos masculinos, hasta que en 2014 fichó por el Barça.
Actualmente, Codina compagina los entrenamientos y partidos con el Barcelona y la selección española con la carrera de periodismo que estudia en la Universidad de Vic.

## Trayectoria

### F. C. Barcelona
En 2014 fichó por el Fútbol Club Barcelona para jugar en categorías inferiores. En 2017, con 16 años, dio el salto al filial blaugrana, donde militó hasta 2019. Codina fue una de las líderes del equipo llegando a ser la capitana del mismo la temporada que se consiguió el ascenso a la liga Reto Iberdrola.

#### Temporada 2019-2020
En verano de 2019, el club anunció que Codina estaría en dinámica del primer equipo aunque mantuvo ficha del filial hasta final de temporada. En junio de 2020 se hizo pública su renovación hasta 2022 además de su salto definitivo al primer equipo la temporada siguiente.
El 13 de octubre de 2019 debutó en la primera Iberdrola en el partido contra el Sporting de Huelva. Tan solo cuatro días después lo hizo en la Liga de Campeones en el partido de octavos de final contra el Minsk.

#### Temporada 2020-2021
En su primera temporada como futbolista del primer equipo a todos los efectos, Codina estrenó el dorsal número 3 que ya había lucido en el filial. En noviembre de 2020, Codina tuvo que pasar por el quirófano tras sufrir una lesión en el cartílago rotuliano de la rodilla derecha que se hizo durante una concentración de la selección española sub-20. En marzo de 2021 volvió a entrar en una convocatoria tras estar 4 meses de baja.
En enero de 2021 se jugó, en formato final a 4, la Supercopa de España. El equipo jugó la semifinal frente al Atlético de Madrid en un partido que terminó con empate a 1. Las azulgranas quedaron eliminadas en la tanda de penaltis y no pudieron revalidar el título de la campaña anterior.
En marzo de 2021, el equipo se clasificó para jugar las semifinales de la Liga de Campeones tras eliminar en cuartos de final al Manchester City. Tras eliminar al Paris Saint-Germain en semifinales, el Barcelona se clasificó para jugar su segunda final europea de la historia. Las azulgranas se proclamaron campeonas de Europa el 16 de mayo en la ciudad sueca de Gotemburgo tras golear al Chelsea por 4 goles a 0 y convirtiéndose así en el primer club español de la historia en ganar dicho título.
A finales de mayo se disputó la Copa de la Reina en formato final a 4 en el Estadio Municipal de Butarque. Tras superar al Sevilla F. C. en cuartos de final, el equipo venció en semifinales al Madrid CFF por 4-0 y se enfrentó en la final al Levante. El cuadro de Lluís Cortés venció por 4 goles a 2 y se proclamó campeón por segunda vez consecutiva y octava en la historia. Además culminaron la temporada con un triplete histórico para el club y para el fútbol femenino español.
En julio de 2021, luego de haber recibido varias ofertas, el club azulgrana hace oficial la cesión de Laia al A. C. Milan de la Serie A italiana por una temporada, esto con el fin de que ganase más minutos.

## Selección nacional
Codina ha sido una habitual en las concentraciones de la selección española de categorías inferiores.
En verano de 2018 fue una de las seleccionadas por Jorge Vilda para disputar el Europeo sub-19 de ese año. Codina se proclamó campeona de Europa sub-19 junto a la selección española tras derrotar en la final a la selección alemana. En julio de 2019 fue una de las convocadas por Pedro López para disputar el Europeo sub-19 de ese año disputado en Escocia. El equipo no pudo revalidar el título y cayó eliminado en semifinales ante la selección de Francia.

## Clubes
| Club                 | País       | Años            |
| -------------------- | ---------- | --------------- |
| F. C. Barcelona      | España     | 2017 - 2023     |
| A. C. Milan (cesión) | Italia     | 2021 - 2022     |
| F. C. Arsenal        | Inglaterra | 2023 - presente |

## Estadísticas
| Club                         | Div.                | Temporada           | Liga  | Liga  | Copa  | Copa  | Continental | Continental | Total | Total |
| Club                         | Div.                | Temporada           | Part. | Goles | Part. | Goles | Part.       | Goles       | Part. | Goles |
| ---------------------------- | ------------------- | ------------------- | ----- | ----- | ----- | ----- | ----------- | ----------- | ----- | ----- |
| F. C. Barcelona "B" · España | 2.ª                 | 2019-20             | 15    | 2     | -     | -     | -           | -           | 15    | 2     |
| F. C. Barcelona "B" · España | Total               | Total               | 15    | 2     | -     | -     | -           | -           | 15    | 2     |
| F. C. Barcelona · España     | 1.ª                 | 2019-20             | 4     | 0     | -     | -     | -           | -           | 4     | 0     |
| F. C. Barcelona · España     | 1.ª                 | 2020-21             | 12    | 1     | 2     | 0     | 1           | 0           | 15    | 1     |
| F. C. Barcelona · España     | Total               | Total               | 16    | 1     | 2     | 0     | 1           | 0           | 19    | 1     |
| A. C. Milan · Italia         | 1.ª                 | 2021-22             | 2     | 0     | -     | -     | 1           | 0           | 3     | 0     |
| A. C. Milan · Italia         | Total               | Total               | 2     | 0     | -     | -     | 1           | 0           | 3     | 0     |
| Total en su carrera          | Total en su carrera | Total en su carrera | 33    | 3     | 2     | 0     | 2           | 0           | 37    | 3     |

## Palmarés

### Campeonatos nacionales
| Título              | Club            | País   | Año  |
| ------------------- | --------------- | ------ | ---- |
| Supercopa de España | F. C. Barcelona | España | 2020 |
| Primera División    | F. C. Barcelona | España | 2020 |
| Copa de la Reina    | F. C. Barcelona | España | 2020 |
| Primera División    | F. C. Barcelona | España | 2021 |
| Copa de la Reina    | F. C. Barcelona | España | 2021 |
| Supercopa de España | F.C. Barcelona  | España | 2023 |
| Primera Iberdrola   | F. C. Barcelona | España | 2023 |

### Campeonatos internacionales
| Título            | Equipo              | Sede                    | Año     |
| ----------------- | ------------------- | ----------------------- | ------- |
| Europeo Sub-19    | Selección de España | Irlanda del Norte       | 2017    |
| Liga de Campeones | F. C. Barcelona     | Suecia                  | 2021    |
| Liga de Campeones | F. C. Barcelona     | Países Bajos            | 2023    |
| Copa Mundial      | Selección de España | Australia Nueva Zelanda | 2023    |
| Liga de Naciones  | Selección de España | España                  | 2024    |
| Liga de Campeones | Arsenal F. C.       | Portugal                | 2024-25 |